# Wightman-Axiome
Die Wightman-Axiome, oder auch Gårding–Wightman-Axiome, sind ein von Arthur Wightman und Lars Gårding in den 1950er Jahren formuliertes Axiomensystem zur mathematischen (axiomatischen) Beschreibung von Quantenfeldtheorien. Publiziert wurden die Axiome im Jahre 1964, nachdem der Erfolg der Haag-Ruelle Streutheorie deren Bedeutung aufzeigte.

## Die Axiome
Im Folgenden werden die Wightman-Axiome für ein hermitesches skalares Quantenfeld beschrieben. Die Nummerierung der Axiome basiert auf der von Arthur Wightman und Ray Streater verfassten Monografie "PCT, Spin, Statistik und all das".

### Annahme einer relativistischen Quantentheorie
- Die Zustände der Theorie werden durch Vektoren in einem separablen komplexen Hilbertraum {\displaystyle ({\mathcal {H}},\langle \cdot ,\cdot \rangle )} beschrieben. (Etwas präziser: Zustände werden durch "Strahlen" im Hilbertraum beschrieben, das heißt, dass zwei Vektoren in {\displaystyle {\mathcal {H}}}, die sich nur durch einen Phasenfaktor unterscheiden, identifiziert werden. Die Menge aller so definierter Äquivalenzklassen wird auch als "projektiver Hilbertraum" bezeichnet.)
- Das relativistische Transformationsgesetz ist durch eine stark-stetige unitäre Darstellung der eigentlichen orthochronen Poincaré-Gruppe {\displaystyle {\mathcal {P}}_{+}^{\uparrow }} gegeben. Die Gruppe {\displaystyle {\mathcal {P}}_{+}^{\uparrow }} besteht aus allen Paaren der Form {\displaystyle (a,\Lambda )} mit {\displaystyle a\in \mathbb {R} ^{4}} und {\displaystyle \Lambda \in SO^{+}(1,3)}, wobei {\displaystyle SO^{+}(1,3)} die eigentliche orthochrone Lorentz-Gruppe bezeichnet. Die Gruppenverknüpfung ist definiert als {\displaystyle (a_{1},\Lambda _{1})\cdot (a_{2},\Lambda _{2}):=(a_{1}+\Lambda _{1}a_{2},\Lambda _{1}\Lambda _{2}).} Eine unitäre Darstellung der Gruppe {\displaystyle {\mathcal {P}}_{+}^{\uparrow }} ist ein Gruppenhomomorphismus der Form {\displaystyle U:{\mathcal {P}}_{+}^{\uparrow }\to {\mathcal {U}}({\mathcal {H}})}, wobei {\displaystyle {\mathcal {U}}({\mathcal {H}})} die Menge aller unitären Operatoren auf {\displaystyle {\mathcal {H}}} bezeichne.
- Nach dem Satz von Stone existieren 4 kommutierende und selbstadjungierte Operatoren {\displaystyle \{P_{\mu }\}_{\mu =0,1,2,3}}, sodass {\displaystyle U(a,1)=e^{ia_{\mu }P^{\mu }}} (hier wurde die Einsteinsche Summenkonvention verwendet), wobei die Exponentialfunktion mittels des Spektralsatzes für unbeschränkte, selbstadjungierte Operatoren wohl-definiert ist. Man fordert nun, dass diese 4 Operatoren die sogenannte "Spektralbedingung" erfüllen, was bedeutet, dass der Operator {\displaystyle P_{0}^{2}-P_{1}^{2}-P_{2}^{2}-P_{3}^{2}} ein positiver Operator ist, oder etwas abstrakter, dass das zu {\displaystyle \mathbb {R} ^{4}\ni a\mapsto (a,1)} gehörige Spektralmaß gänzlich im abgeschlossen, positiven Lichtkegel {\displaystyle {\overline {V}}_{+}:=\{(x_{0},{\vec {x}})\in \mathbb {R} ^{4}\mid x_{0}\geq \vert {\vec {x}}\vert \}} liegt. Die Operatoren {\displaystyle \{P_{\mu }\}_{\mu =0,1,2,3}} entsprechen den Operatoren für den Viererimpuls.

- Es existiert ein (bis auf einen Phasenfaktor) eindeutig bestimmter Vektor {\displaystyle \Omega \in {\mathcal {H}}}, genannt „Vakuum“, sodass {\displaystyle U(a,1)\Omega =\Omega } für alle {\displaystyle a\in \mathbb {R} ^{4}}.

### Annahme über den Definitionsbereich und die Stetigkeit des Feldes
- Ein "Quantenfeld" ist eine operatorwertige temperierte Distribution, das heißt, eine Abbildung {\displaystyle \Phi :{\mathcal {S}}(\mathbb {R} ^{4})\to {\mathcal {O}}({\mathcal {H}})}, wobei {\displaystyle {\mathcal {S}}(\mathbb {R} ^{4})} den Raum der Schwartz-Funktionen und {\displaystyle {\mathcal {O}}({\mathcal {H}})} die Menge aller (nicht notwendigerweise beschränkten) Operatoren auf {\displaystyle {\mathcal {H}}} bezeichnet, sodass die folgenden Eigenschaften erfüllt sind:
  1. Es existiert ein dichter Unterraum {\displaystyle D\subset {\mathcal {H}}}, sodass für alle {\displaystyle f\in {\mathcal {S}}(\mathbb {R} ^{4})} gilt, dass der Definitionsbereich {\displaystyle D(\Phi (f))} des Operators {\displaystyle \Phi (f)} und der Definitionsbereich {\displaystyle D(\Phi (f)^{\ast })} des Operators {\displaystyle \Phi (f)^{\ast }} die Menge {\displaystyle D} enthalten und auf ihr übereinstimmen. ({\displaystyle \ast } bezeichnet hier den adjungierten Operator)
  2. {\displaystyle \Omega \subset D} und für alle {\displaystyle f\in {\mathcal {S}}(\mathbb {R} ^{4})} gilt, dass {\displaystyle \Phi (f)D\subset D}.
  3. Für alle {\displaystyle \psi ,\varphi \in D} ist die Funktion {\displaystyle {\mathcal {S}}(\mathbb {R} ^{4})\ni f\mapsto \langle \psi ,\Phi (f)\varphi \rangle \in \mathbb {C} } eine temperierte Distribution.

### Transformationsgesetz des Feldes
Sei nun {\displaystyle D} und {\displaystyle \Phi } wie oben beschrieben. Für alle {\displaystyle (a,\Lambda )\in {\mathcal {P}}_{+}^{\uparrow }} gilt, dass {\displaystyle U(a,\Lambda )D\subset D.} Des Weiteren fordert man, dass das Quantenfeld für alle {\displaystyle \psi \in D}, für alle {\displaystyle (a,\Lambda )\in {\mathcal {P}}_{+}^{\uparrow }} und für alle {\displaystyle f\in {\mathcal {S}}(\mathbb {R} ^{4})} die folgende Transformationseigenschaft besitzt:
{\displaystyle U(a,\Lambda )\Phi (f)U(a,\Lambda )^{-1}\psi =\Phi ((a,\Lambda )f)\psi }
wobei {\displaystyle ((a,\Lambda )f)(x):=f(\Lambda ^{-1}(x-a))}.

### Lokalität und Zyklizität des Vakuums
- Seien {\displaystyle f_{1},f_{2}\in {\mathcal {S}}(\mathbb {R} ^{4})} so, dass die Träger {\displaystyle \operatorname {supp} (f_{1}),\operatorname {supp} (f_{2})} raumartig getrennt sind, dann fordert man, dass {\displaystyle [\Phi (f)\Phi (g)-\Phi (g)\Phi (f)]\psi =0} für alle {\displaystyle \psi \in D} gilt.
- Die Menge {\displaystyle D_{0}:=\{\Phi (f_{1})\cdot {\dots }\cdot \Phi (f_{n})\Omega \mid f_{1},\dots ,f_{n}\in {\mathcal {S}}(\mathbb {R^{4}} ),n\in \mathbb {N} \}} ist dicht in {\displaystyle {\mathcal {H}}}.

Ein Quintupel {\displaystyle ({\mathcal {H}},U,\Omega ,\Phi ,D)}, das die obigen Axiome erfüllt, wird als „hermitesche skalare Wightman-Quantenfeldtheorie“ bezeichnet.

## Diskussion der Axiome
Das Quantenfeld wird in den Axiomen als "operatorwertige temperierte Distribution" definiert, wohingegen sonst in der Physik Quantenfelder meist als operatorwertige Funktionen auf der Raumzeit beschrieben werden. Hierzu schrieben Arthur Wightman und Ray Streater in "PCT, Spin, Statistik und all das":
"It was recognized early in the analysis of field measurements for the electromagnetic field in quantum electrodynamics that, in their dependence on a space-time point, the components of fields are in general more singular than ordinary functions. This suggests that only smeared fields be required to yield well-defined operators. For example, in the case of the electric field, {\displaystyle {\mathcal {E}}(x,t)} is not a well-defined operator, while {\displaystyle \int \mathrm {d} {\vec {x}}\mathrm {d} tf(x){\mathcal {E}}({\vec {x}},t)={\mathcal {E}}(f)} is."
Übersetzung:
"Es wurde früh in der Analyse von Feldmessungen für das elektromagnetische Feld in der Quantenelektrodynamik erkannt, dass die Komponenten von Feldern in ihrer Abhängigkeit von einem Raum-Zeit-Punkt im Allgemeinen singulärer sind als gewöhnliche Funktionen. Dies legt nahe, dass nur verschmierte Felder geeignet sind, um wohl-definierte Operatoren zu erhalten. Zum Beispiel ist im Falle des elektrischen Feldes {\displaystyle {\mathcal {E}}(x,t)} kein wohl-definierter Operator, wohingegen {\displaystyle \int \mathrm {d} {\vec {x}}\mathrm {d} tf(x){\mathcal {E}}({\vec {x}},t)={\mathcal {E}}(f)} einer ist."
Die Wightman-Axiome lassen sich auch auf Felder mit Spin ungleich von 0 verallgemeinern. Hierzu fordert man, dass die Theorie ein {\displaystyle d}-Tupel {\displaystyle (\Phi _{1}(f),\dots ,\Phi _{d}(f))} an operatorwertigen temperierten Distribution enthält. Das zugehörige Transformationsgesetz lautet
{\displaystyle U(a,\Lambda )\Phi _{i}(f)U(a,\Lambda )^{-1}=\sum _{j=1}^{d}D_{ij}({\widetilde {\Lambda }}^{-1})\Phi _{j}((a,\Lambda )f)}
für alle Komponenten {\displaystyle i\in \{1,\dots ,d\}}. {\displaystyle D_{ij}} bezeichnet dabei eine irreduzible Darstellung der Gruppe {\displaystyle SL(2,\mathbb {C} )}, der universellen, einfach-zusammenhängenden Überlagerungsgruppe von {\displaystyle SO^{+}(1,3)}. Die Matrix {\displaystyle \Lambda \in SO^{+}(1,3)} ist die zu {\displaystyle {\widetilde {\Lambda }}\in SL(2,\mathbb {C} )} gehörige Lorentz-Transformation (siehe auch Darstellungstheorie der Lorentz-Gruppe).
Das Axiom der Lokalität und die Zyklizität des Vakuums müssen wie folgt abgewandelt werden:
- Beschreibt die Darstellung {\displaystyle D_{ij}} ein Teilchen mit ganzzahligem Spin, dann gilt für alle {\displaystyle f_{1},f_{2}\in {\mathcal {S}}(\mathbb {R} ^{4})} mit raumartig getrennten Trägern, dass {\displaystyle \Phi _{i}(f)\Phi _{j}(g)-\Phi _{j}(g)\Phi _{i}(f)=0} und {\displaystyle \Phi _{i}(f)^{\ast }\Phi _{j}(g)-\Phi _{j}(g)\Phi _{i}(f)^{\ast }=0}. Wird hingegen ein Teilchen mit halbzahligem Spin betrachtet, so lauten die Bedingungen {\displaystyle \Phi _{i}(f)\Phi _{j}(g)+\Phi _{j}(g)\Phi _{i}(f)=0} und {\displaystyle \Phi _{i}(f)^{\ast }\Phi _{j}(g)+\Phi _{j}(g)\Phi _{i}(f)^{\ast }=0}.
- Die Zyklizität des Vakuums wird für alle {\displaystyle \{\Phi _{1}(f),\dots ,\Phi _{d}(f),\Phi _{1}(f)^{\ast },\dots ,\Phi _{d}(f)^{\ast }\}} gefordert.

## Wightman's Rekonstruktionssatz
Eine wichtige Folgerung der Wightman-Axiome ist die Tatsache, dass die Erwartungswerte der Theorie gewisse Eigenschaften erfüllen, mit denen sich die Wightman-Axiome vollständig rekonstruieren lassen. Dies soll im folgenden Absatz erläutert werden.
Sei {\displaystyle ({\mathcal {H}},U,\Omega ,\Phi ,D)} eine hermitesche skalare Wightman-Quantenfeldtheorie. Man bezeichnet eine Funktion {\displaystyle {\mathcal {W}}_{n}:{\mathcal {S}}(\mathbb {R} ^{4})\times {\dots }\times {\mathcal {S}}(\mathbb {R} ^{4})\to \mathbb {C} } mit {\displaystyle n\in \mathbb {N} }, welche für {\displaystyle f_{1},\dots ,f_{n}\in {\mathcal {S}}(\mathbb {R} ^{4})} durch
{\displaystyle {\mathcal {W}}_{n}(f_{1},\dots ,f_{n}):=\langle \Omega ,\Phi (f_{1})\cdot {\dots }\cdot \Phi (f_{n})\Omega \rangle }
definiert ist, als "Wightman-Korrelationsfunktion". Nach einem Satz in der Theorie der Distributionen, existiert zu {\displaystyle {\mathcal {W}}_{n}} eine eindeutig bestimmte temperierte Distribution {\displaystyle W_{n}\in {\mathcal {S}}^{\prime }(\mathbb {R} ^{4n})}, sodass
{\displaystyle {\mathcal {W}}_{n}(f_{1},\dots ,f_{n})=W_{n}(f_{1}\otimes \dots \otimes f_{n})}
für alle {\displaystyle f_{1},\dots ,f_{n}\in {\mathcal {S}}(\mathbb {R} ^{4})} gilt, wobei {\displaystyle \otimes } das Tensorprodukt von Funktionen bezeichnet.
Es lässt sich nun zeigen, dass {\displaystyle W_{n}} die folgenden Eigenschaften besitzt:
1. Positive Definitheit: Es sei {\displaystyle f_{0}\in \mathbb {C} } und {\displaystyle f_{j}\in {\mathcal {S}}(\mathbb {R} ^{4j})} für {\displaystyle j\in \{1,\dots ,n\}}. Dann gilt {\displaystyle \sum _{j,k=0}^{n}W_{j+k}(f_{k}^{\ast }\otimes g_{j})\geq 0}, wobei {\displaystyle f_{k}^{\ast }} durch {\displaystyle f^{\ast }(x_{1},\dots ,x_{k}):={\overline {f(x_{k},\dots ,x_{1})}}} für alle {\displaystyle {\ce {x_{i}\in \mathbb {R} ^{4}}}}definiert ist.
2. Realität: Für alle {\displaystyle f\in {\mathcal {S}}(\mathbb {R} ^{4n})} gilt, dass {\displaystyle W_{n}(f^{\ast })={\overline {W_{n}(f)}}}.
3. Relativistische Invarianz: Für alle {\displaystyle (a,\Lambda )\in {\mathcal {P}}_{+}^{\uparrow }} und für alle {\displaystyle f\in {\mathcal {S}}(\mathbb {R} ^{4n})} gilt, dass {\displaystyle W_{n}((a,\Lambda )f)=W_{n}(f)}, wobei {\displaystyle (a,\Lambda )f} punktweise wie oben definiert ist.
4. Spektralbedingung: Für alle {\displaystyle n>0} existiert eine temperierte Distribution {\displaystyle T_{n}\in {\mathcal {S}}^{\prime }(\mathbb {R} ^{4n-4})}, sodass für alle {\displaystyle f\in {\mathcal {S}}(\mathbb {R} ^{4n})} mit der Eigenschaft, dass ihre Fourier-Transformation gänzlich im positiven, abgeschlossenen Lichtkegel {\displaystyle {\overline {V_{+}^{n-1}}}} enthalten ist, gilt, dass {\displaystyle W_{n}(f)=T_{n}({\hat {f}})}, wobei {\displaystyle {\hat {f}}\in {\mathcal {S}}(\mathbb {R} ^{4n-4})} durch {\displaystyle {\hat {f}}(x_{1},\dots ,x_{n-1}):=f(0,x_{1}+x_{2},\dots ,x_{1}+\dots +x_{n-1})} für alle {\displaystyle {\ce {x_{i}\in \mathbb {R} ^{4}}}} definiert ist.
5. Lokalität: Seien {\displaystyle f_{i},f_{i+1}\in {\mathcal {S}}(\mathbb {R} ^{4})} so, dass die Träger {\displaystyle \operatorname {supp} (f_{1}),\operatorname {supp} (f_{2})} raumartig getrennt sind, dann {\displaystyle W_{n}(f_{1}\otimes \dots \otimes f_{i}\otimes f_{i+1}\otimes \dots \otimes f_{n})=W_{n}(f_{1}\otimes \dots \otimes f_{i+1}\otimes f_{i}\otimes \dots \otimes f_{n})}.
6. Cluster-Eigenschaft: Ist {\displaystyle a\in \mathbb {R} ^{4}} ein raumartiger Vektor, dann gilt für alle {\displaystyle 0\leq i\leq n}, dass {\displaystyle \lim _{\lambda \to 0}W_{n}\otimes T_{\lambda a,i}=W_{i}\otimes W_{n-i}}, wobei {\displaystyle T_{a,i}:{\mathcal {S}}(\mathbb {R^{4n}} )\to {\mathcal {S}}(\mathbb {R} ^{4n})} den Translationsoperator bezeichne, welcher durch {\displaystyle T_{a,i}f(x_{1},\dots ,f_{n})=f(x_{1},\dots ,x_{i},x_{i}-a,\dots x_{n}-a)} definiert ist.

Wightman's Rekonstruktionssatz:
Es sei {\displaystyle \{W_{n}\}_{n\geq 0}} eine Menge von Funktionen, die die obigen 6 Eigenschaften besitzen. Dann existiert eine hermitesche skalare Wightman-Quantenfeldtheorie {\displaystyle ({\mathcal {H}},U,\Omega ,\Phi ,D)}, welche die Wightman-Axiome erfüllt, sodass die Wightman-Korrelationsfunktionen genau den Distributionen {\displaystyle \{W_{n}\}_{n\geq 0}} entsprechen. In anderen Worten, es gilt, dass
{\displaystyle W_{n}(f_{1}\otimes \dots \otimes f_{n})=\langle \Omega ,\Phi (f_{1})\cdot {\dots }\cdot \Phi (f_{n})\Omega \rangle }.
Ein Beweis dieser Aussage lässt sich zum Beispiel in und finden.